# Jan Bo
Jan Bo − polski zespół muzyczny, będący projektem artystycznym gitarzysty i współzałożyciela Lady Pank – Jana Borysewicza. Powstał w 1988 roku, opracował pięć albumów studyjnych (w tym jeden z autorską muzyką świąteczną). Wykonuje muzykę z pogranicza rocka, popu oraz bluesa. 

## Muzycy

### Skład zespołu
- Jan Borysewicz – gitara solowa, śpiew (od 1988)
- Radosław Owczarz – perkusja (od 2016)
- Michał Grott – gitara basowa (od 2019)

### Byli członkowie zespołu
- Wojciech Morawski – perkusja (1991–1993)
- Gerard Klawe – perkusja (1993–1994)
- Kuba Jabłoński – perkusja (1995–2015)
- Wojciech Pilichowski – gitara basowa (1991–2019)

## Historia

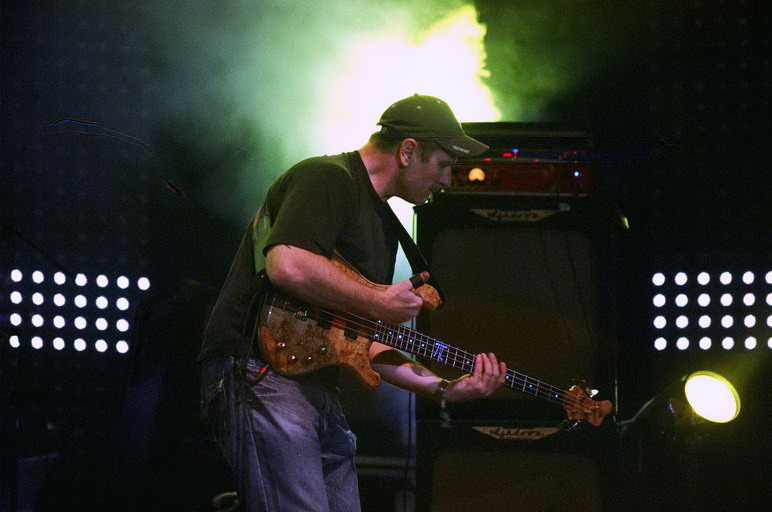
Wojciech Pilichowski (2006)

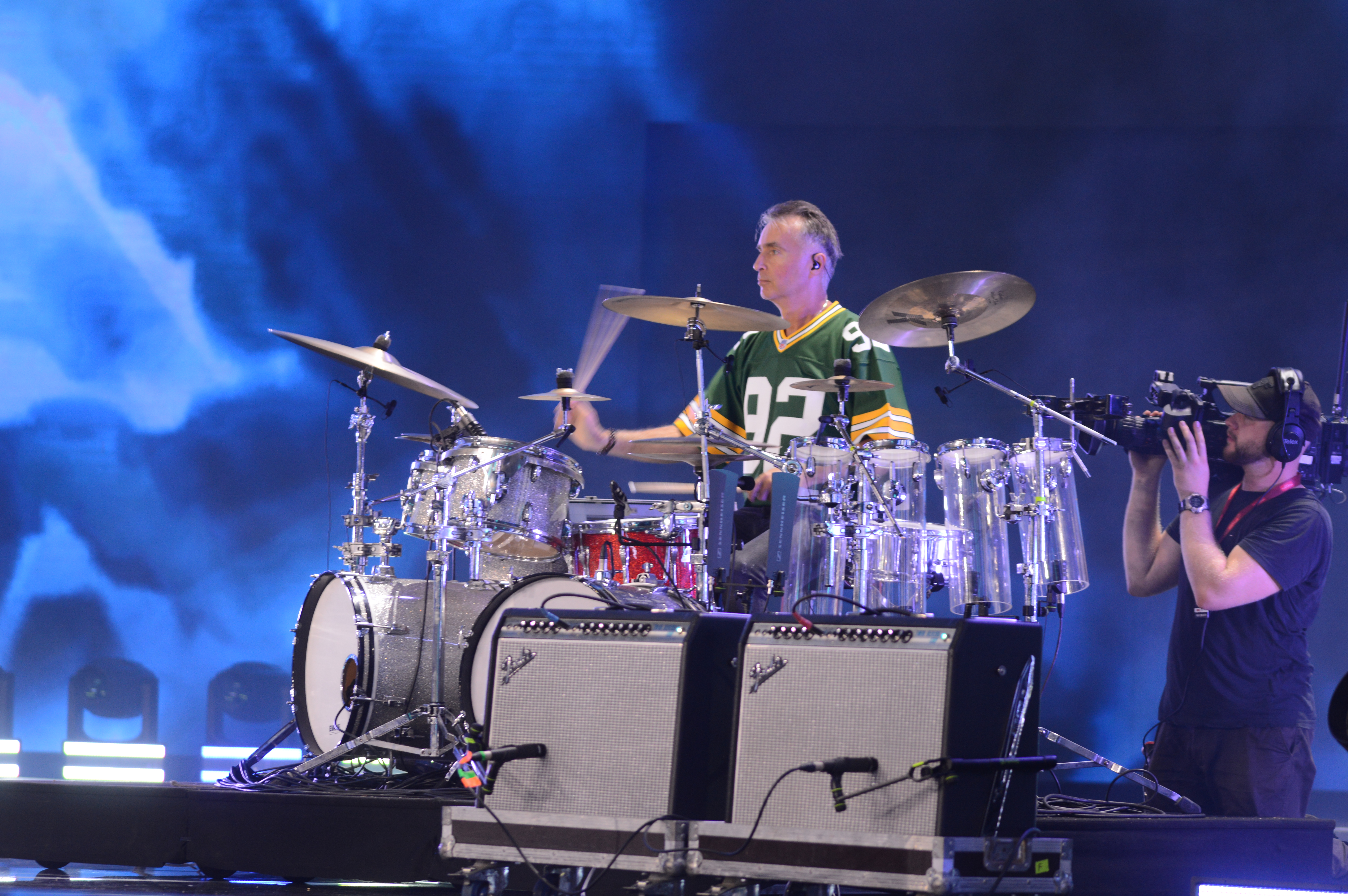
Kuba Jabłoński (2022)

Pierwszy album pod szyldem Jan Bo – Królowa ciszy, został wydany w 1988 roku nakładem wytwórni fonograficznej PolJazz. Stanowi on jedyną płytę w całej dyskografii, na której partie wszystkich instrumentów zagrał i zarejestrował jedynie Borysewicz. Album zawierał autorskie utwory świąteczne Borysewicza.  
Od 1991 roku projekt funkcjonuje jako trio, do grupy dołączyli: szerzej nieznany wówczas basista – Wojciech Pilichowski oraz perkusista Wojciech Morawski, występujący m.in. w zespole Breakout. W tym składzie formacja zarejestrowała album Wojna w mieście (1992). 
W 1993 roku Morawskiego zastąpił Gerard Klawe, a w 1995 perkusista Kuba Jabłoński – były członek grupy Kazik na Żywo i członek innej grupy Borysewicza, Lady Pank. Zespół w składzie: Jan Borysewicz (gitara, śpiew), Wojciech Pilichowski (gitara basowe) i Kuba Jabłoński (perkusja) nagrał płytę pt. Moja wolność (1996). 
Czwarty album studyjny zespołu, Miya z gościnnym udziałem Piotra Cugowskiego oraz Uli Rembalskiej, trafił do sprzedaży 15 lutego 2010 roku i został wydany nakładem Sony Music Entertainment Poland. Nagrania były promowane teledyskiem do utworu „Miłości żar” w reżyserii Romana Przylipiaka.  
Od 2016 roku trio występowało w składzie: Jan Borysewicz, Wojciech Pilichowski i Radosław Owczarz. We wrześniu tego samego roku, został wydany piąty album studyjny pt. Kawa i dym. Płyta ukazała się nakładem Agencji Muzycznej Polskiego Radia. Wydawnictwo promowane wideoklipem do utworu pt. „Na drugi raz” dotarło do 5. miejsca polskiej listy przebojów − OLiS. Drugim singlem promującym płytę był „Bananowy dżem” (z gościnnym udziałem Piotra Roguckiego).
W 2019 roku do zespołu dołączył basista Michał Grott, zastępując Pilichowskiego. W takim składzie Jan Bo wystąpił w ramach warsztatów muzycznych „BO warto grać”, które miały miejsce 24–25 kwietnia w Baranowie Sandomierskim. Trio z gościnnym udziałem Wojtka Olszaka zaprezentowało premierowy utwór instrumentalny „Road 55”.

## Dyskografia

### Albumy
| Królowa ciszy              | - Data: 1988 - Wydawca: PolJazz                   | –  |
| Wojna w mieście            | - Data: 1992 - Wydawca: Bo Production             | –  |
| Moja wolność               | - Data: 1996 - Wydawca: Starling S.A.             | –  |
| Miya                       | - Data: 15 lutego 2010 - Wydawca: Sony Music      | 26 |
| Kawa i dym                 | - Data: 23 września 2016 - Wydawca: Polskie Radio | 5  |
| „–” album nie był notowany |                                                   |    |

### Single
| „Wojna w mieście”                          | 1993 | 26 | –  | – | Wojna w mieście |
| „Smutek duszy”                             | 1996 | –  | –  | – | Moja wolność    |
| „Niech wiruje świat”                       | 2010 | 50 | –  | – | Miya            |
| „Na drugi raz”                             | 2016 | –  | 16 | 8 | Kawa i dym      |
| „Bananowy dżem” (gościnnie: Piotr Rogucki) | 2016 | 6  | –  | – | Kawa i dym      |
| „Kawa i dym”                               | 2017 | –  | –  | – | Kawa i dym      |
| „–” singel nie był notowany                |      |    |    |   |                 |

## Teledyski
| Tytuł          | Rok  | Reżyseria                  | Album      | Źródło |
| -------------- | ---- | -------------------------- | ---------- | ------ |
| „Miłości żar”  | 2010 | Roman Przylipiak           | Miya       | [ 2 ]  |
| „Na drugi raz” | 2016 | Michał Pascal Pawliszewski | Kawa i dym | [ 4 ]  |